# Agelasta hirticornis
Agelasta hirticornis är en skalbaggsart som först beskrevs av J. Linsley Gressitt 1936.  Agelasta hirticornis ingår i släktet Agelasta och familjen långhorningar.
Artens utbredningsområde är Taiwan. Inga underarter finns listade i Catalogue of Life.